# Damasco capitale araba della cultura 2008
La città di Damasco, in Siria, è stata scelta come Capitale araba della cultura 2008.
La capitale araba della cultura è un'iniziativa dell'UNESCO per promuovere e celebrare la cultura araba e incoraggiare la cooperazione nella regione araba.
La preparazione ai festeggiamenti è cominciata nel febbraio 2007 con la creazione del Comitato Amministrativo per “Damasco capitale araba della cultura” con un decreto presidenziale.

## Il comitato amministrativo
Il comitato era guidato dalla professoressa Hanan Qassab Hassan, preside dell'Istituto Superiore di Arti Drammatiche di Damasco. È stata il segretario Generale dell'evento fino alla cerimonia di chiusura. Il comitato includeva un consiglio di amministrazione, composto da:
- Prof. Ihsan Antabi, professore di Visual communications all'Università di Damasco;
- Prof. Elias Zayyat, fondatore della Facoltà di Fine Arts dell'Università di Damasco e professore di Oil painting;
- Prof. Michel Maqdisi, professore di Antichità orientale all'Università di Damasco;
- Prof. Rania Samara, professore di letteratura all'University of Paris III: Sorbonne Nouvelle.

Inoltre, vi è stato un comitato consultivo di rispettati intellettuali artisti e letterati, tra i quali Adonis, Asaad Fidda, Abed Azrie, Ghassan al-Maleh e Nadia al-Ghazzi.

## Cerimonia di apertura
I festeggiamenti sono stati inaugurati ufficialmente il 18 gennaio con lo spettacolo Le Rideau se Lève a cura di Studio Festi, creato da Monica Maimone e Valerio Festi. Lo spettacolo ha rappresentato per i cittadini della Siria la prima occasione per assistere ad una grande celebrazione civile di piazza. All'emozione collettiva che essa ha provocato, si è aggiunta la grandiosità del finale: un concerto per fuochi d'artificio lanciati dalla collina di Quaisun, visibile da 1,6 milioni di persone abitanti nella città.
Per l'occasione sono state utilizzate 5 tonnellate di fuochi d'artificio per coprire un fronte di fuoco di 2 km di lunghezza. Simboli culturali sono stati rappresentati in figure pirotecniche che apparivano nel cielo in sincrono con la musica trasmessa dalla radio principale della città.
Alla cerimonia ufficiale d'inaugurazione sono state presenti molte personalità di spicco della politica internazionale tra le quali il presidente siriano Bashar al-Assad con la consorte Asma, il presidente turco Abdullah Gül, lo sceicco del Qatar Hamad bin Khalifa Al Thani, il presidente del Libano Émile Lahoud e il Segretario Generale della Lega Araba Amr Mūsā. Tra gli ospiti del panorama culturale erano presenti Dario Fo, Fairuz e Peter Stein.